# Kóstas Mouroúzis
Konstantínos « Kóstas » Mouroúzis (grec moderne : Κωνσταντίνος «Κώστας» Μουρούζης), né en 1934, à Athènes, en Grèce et décédé le 11 juin 2014, à Athènes, en Grèce, est un ancien joueur et entraîneur de basket-ball grec.

## Palmarès
Joueur
- 3e des Jeux méditerranéens de 1955

Entraîneur
- Champion de Grèce 1967, 1969, 1971, 1972, 1973, 1974, 1978